# 广南羽人船纹铜鼓
广南羽人船纹铜鼓，又称广南鼓，是西汉时期滇国青铜器的代表作，现为云南省博物馆藏。

## 特点
广南羽人船纹铜鼓高46厘米、面径68厘米、足径84.5厘米。1919年，当地人在雲南省文山壯族苗族自治州廣南縣黑支果鄉阿章村出土，为西汉时期铜鼓。其特点为鼓面平整饰有十四角太阳纹，外分五晕。腰部装饰四组船纹，每船上有四至七人，均为裸体、项髻。附近有椎牛纹、鸟纹、舞人纹等。胴部和腰部之间有四耳，为祈求雨的礼器，属石寨山型铜鼓。此外在广西、广东等地也出土过类似的羽人船纹铜鼓。

## 图像

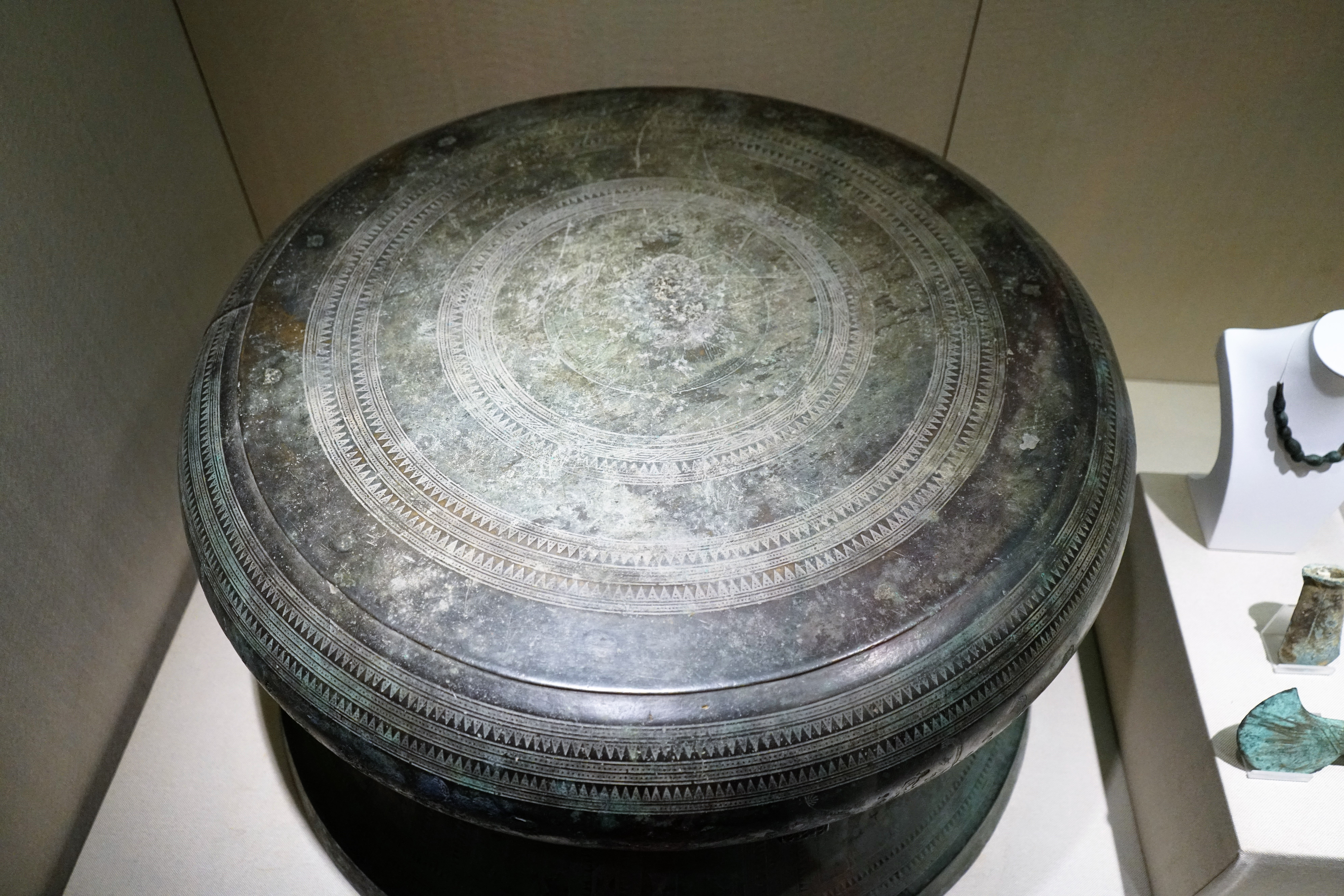
鼓面
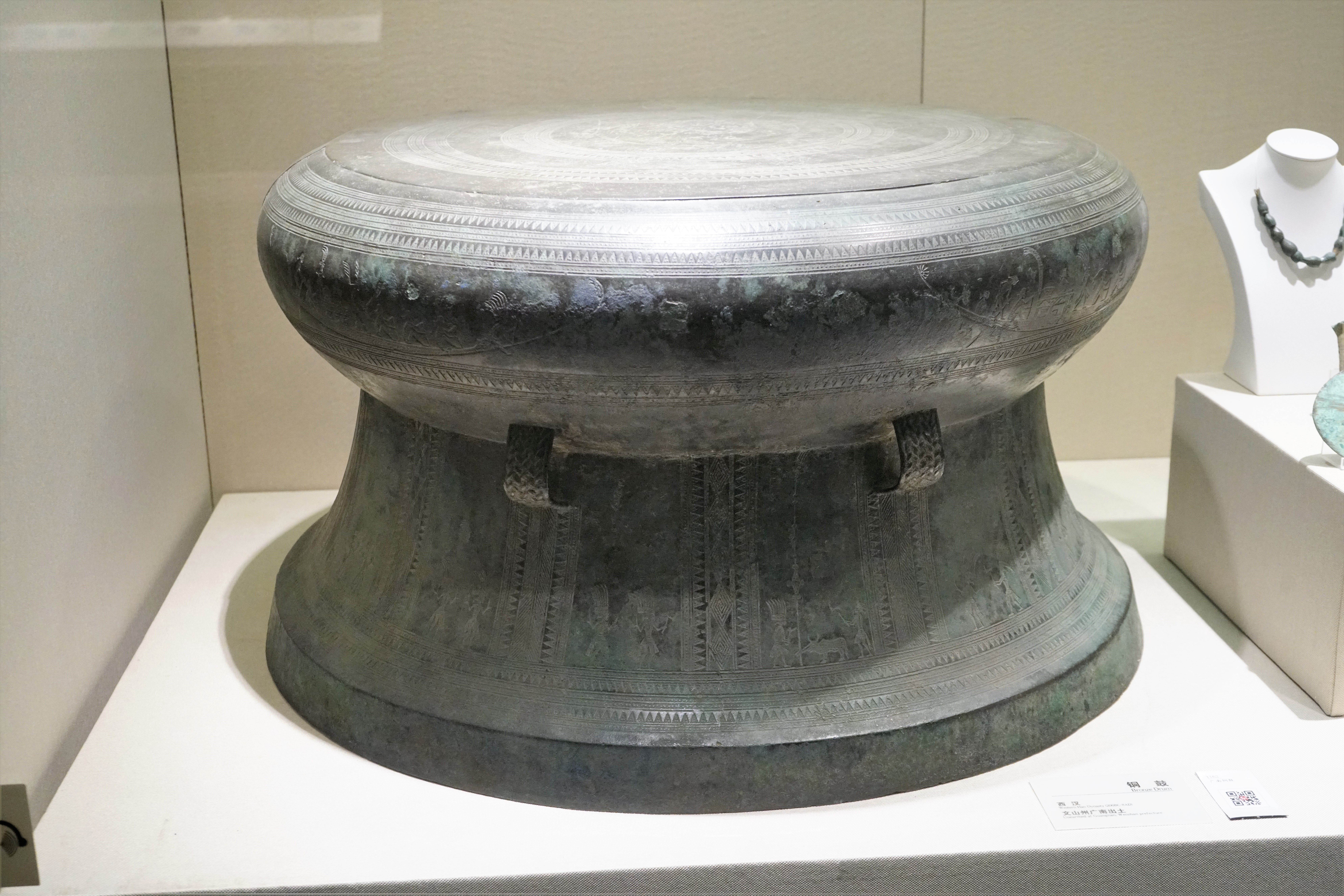
侧面
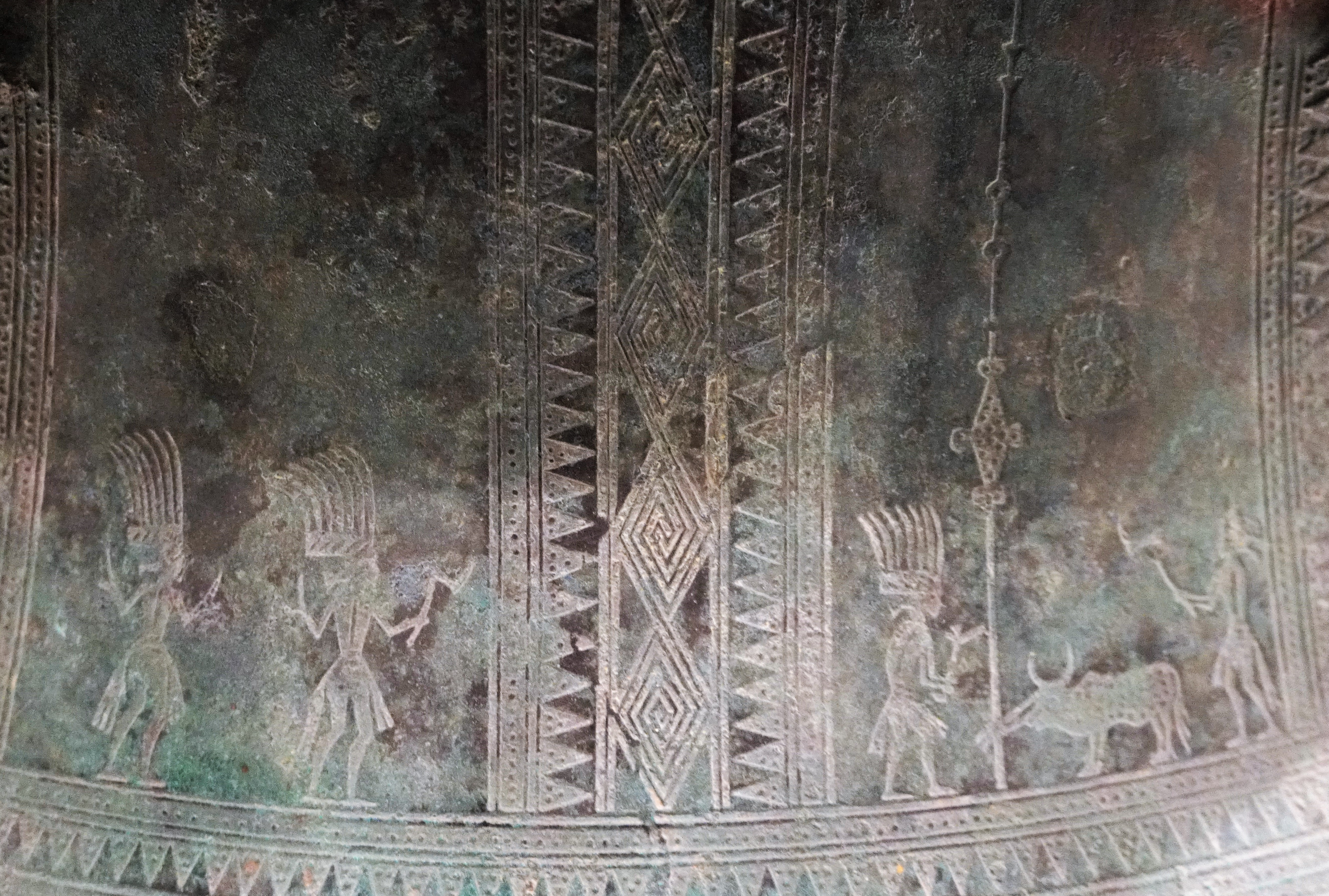
鼓腰
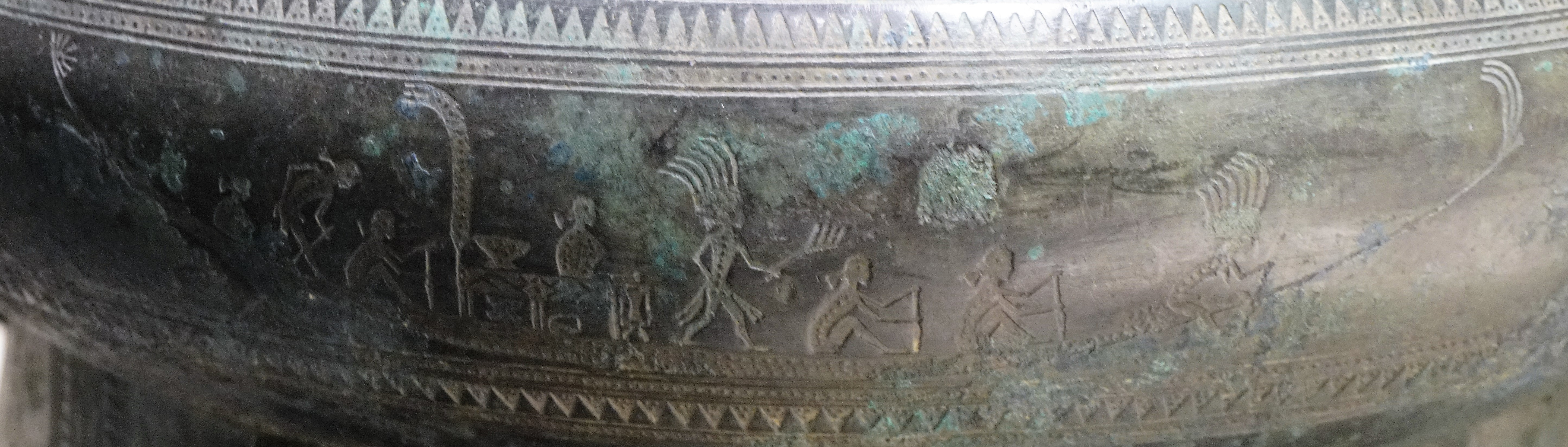
第四艘风角船
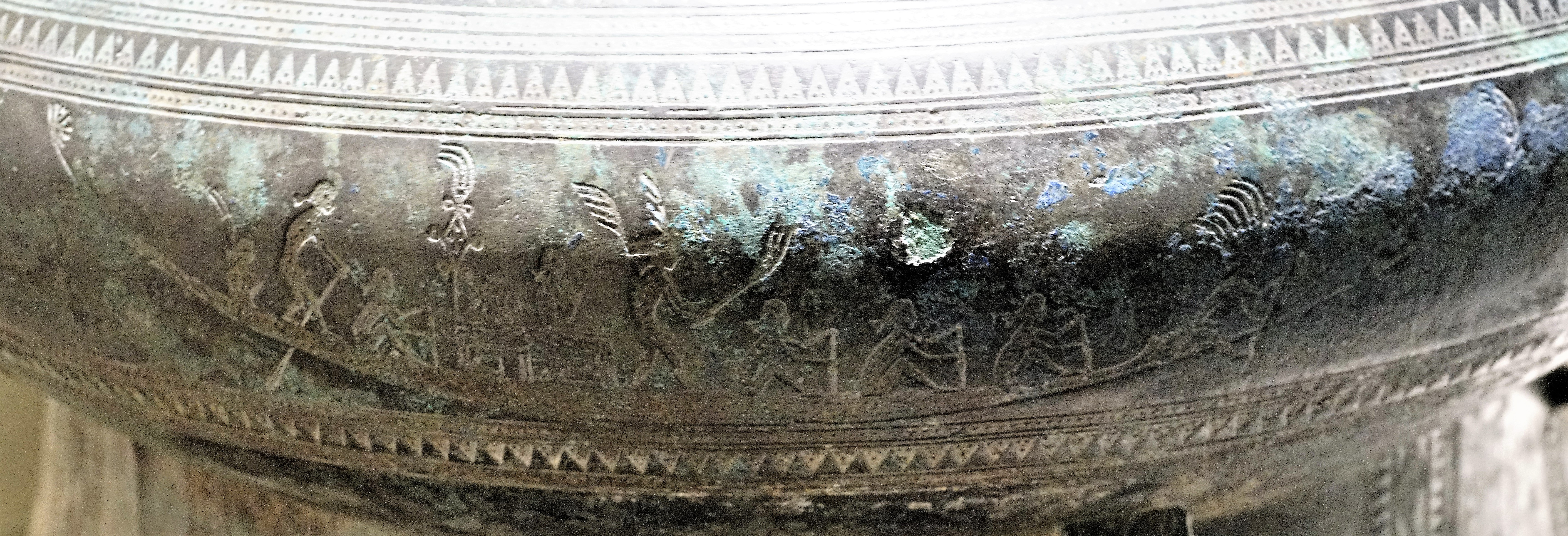
祭水神的船